# Senad Jarović
Senad Jarović (født 20. januar 1998) er en bosnisk fodboldspiller, der spiller som en angriber.
Han har også tysk statsborgerskab.

## Klub karriere
Han fik sin professionelle debut i den slovenske PrvaLiga for NK Domžale den 28. februar 2016 i en kamp mod NK Krka og scorede i sin debut.
Den 10. februar 2019 underskrev Jarović en kontrakt med SønderjyskE i den danske Superliga indtil sommeren 2022.